# Lunghe Mura

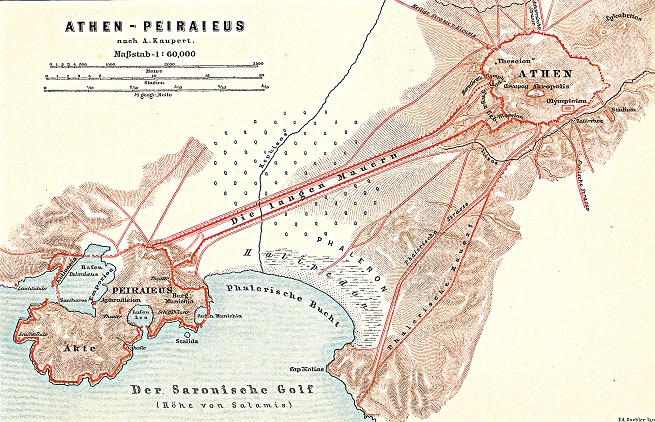
Le Lunghe Mura dell'antica Atene.

Nell'antica Grecia, le Lunghe Mura (in greco antico: Μακρά Τείχη?, Makrá Téiche) erano le mura che collegavano una polis al suo porto, assicurando un sicuro collegamento con il mare anche in caso di assedio.
Sebbene Corinto e Megara fossero due degli esempi più noti di città che disponevano di tali strutture, generalmente con il termine Lunghe Mura ci si riferisce oggi a quelle che collegavano l'antica Atene con i suoi due porti, il Pireo e il Falero. Queste mura furono costruite per la prima volta nel 459 a.C., distrutte dagli spartani al termine della guerra del Peloponneso nel 404 a.C. dopo la disfatta di Atene e ricostruite con l'aiuto dei persiani durante la guerra di Corinto. Erano l'elemento chiave della strategia di difesa ateniese, in quanto assicuravano un collegamento costante della città con il mare anche in caso di assedio.

## Descrizione
Le prime mura ateniesi furono fatte distruggere dal generale persiano Mardonio durante l'occupazione dell'Attica nel corso della seconda guerra persiana (480–479 a.C.). Dopo la battaglia di Platea, gli ateniesi poterono rioccupare l'Attica e ricostruire la loro città. Fu iniziata anche la ricostruzione delle mura perimetrali, nonostante l'opposizione degli spartani e dei loro alleati, preoccupati per l'accresciuto potere di Atene. Gli inviati spartani protestarono con gli ateniesi affermando che un'Atene fortificata poteva essere la base per un esercito invasore mentre le mura sull'istmo di Corinto erano una difesa sufficiente contro gli invasori barbarici. Secondo il racconto dello storico greco Tucidide, lo stratega ateniese Temistocle mise in atto una serie di macchinazioni per ingannare e ritardare gli spartani finché le mura non fossero abbastanza alte da essere difendibili, essendo ben consapevole che senza questa difesa Atene sarebbe rimasta alla mercé delle truppe peloponnesiache.
Nel 459 a.C., Atene iniziò la costruzione di due ulteriori mura, una che correva dalla città al vecchio porto del Falero e l'altra verso il nuovo porto del Pireo. Nel 457 a.C., durante la seconda guerra sacra, l'esercito spartano sconfisse gli ateniesi nella battaglia di Tanagra e tentò di impedire la costruzione delle mura, ma gli ateniesi riuscirono ugualmente a terminarle poco dopo la battaglia. Queste nuove mura permettevano ad Atene di non rimanere tagliata fuori dai rifornimenti finché manteneva il controllo del mare.

### Nella politica e nella strategia ateniese
La costruzione delle Lunghe Mura rifletteva la strategia a lungo raggio seguita da Atene nel V secolo a.C. Nonostante la maggior parte delle città greche specializzassero il loro eserciti nello scontro terrestre (falange oplitica), fin da dopo la guerra contro Egina, prima del 480 a.C., Atene aveva fatto della flotta il punto di forza del suo esercito. Con la fondazione della Lega delio-attica nel 477 a.C. il controllo ateniese delle rotte marittime diventava indiscusso e la città poteva ricevere grano dall'Ellesponto e dalla regione del Mar Nero.
Con la costruzione delle Lunghe Mura Atene diveniva simile a un'isola fortificata, nel senso che non poteva essere catturata da un esercito strettamente terrestre (con le dotazioni degli eserciti della Grecia classica era pressoché impossibile espugnare una città fortificata, se non inducendola alla resa con un lungo assedio). Per scongiurare ulteriormente la possibilità di un assedio, completate queste mura gli ateniesi assoggettarono la Beozia in modo che, essendo la polis di Megara già loro alleata, ogni accesso all'Attica era sotto il controllo di alleati. Durante la maggior parte della prima guerra del Peloponneso, Atene rimase difficilmente assediabile, ma la perdita di Megara e della Beozia verso la fine di questa guerra fece riacquistare alle Lunghe Mura la loro importanza strategica.

### Nella guerra del Peloponneso
Durante la guerra del Peloponneso le mura ebbero un'importanza strategica cruciale. Pericle, capo degli ateniesi dell'inizio della guerra, basò tutta la strategia sulle mura e sulla flotta. Attendendosi un'invasione terrestre dell'Attica da parte delle truppe peloponnesiache, ordinò alla popolazione di rifugiarsi entro la cinta muraria, evitando qualsiasi scontro terrestre, ma inviando la flotta a saccheggiare e distruggere i porti del Peloponneso rimasti indifesi. Tale strategia avrebbe probabilmente dato i suoi frutti se la peste non avesse colpito Atene nel 430 e 429 a.C., decimando la popolazione anche a causa della concentrazione della popolazione entro le mura. Lo stesso Pericle trovò la morte nel 429 a.C.
Gli ateniesi continuarono a utilizzare le mura per proteggere la città in tutta la prima parte della guerra, fino alla battaglia di Pilo. Con questa vittoria ateniese gli spartani dovettero ritirarsi dall'Attica, lasciando nelle mani degli ateniesi un cospicuo numero di ostaggi (che gli ateniesi minacciarono di uccidere in caso di nuove invasioni). Nella seconda fase della guerra, le Lunghe Mura furono al centro della strategia di entrambi gli schieramenti: gli spartani occuparono Decelea in Attica nel 413 a.C., isolando dai collegamenti via terra Atene, poi potenziarono la loro flotta per bloccare i rifornimenti anche via mare, obiettivo che raggiunsero con la battaglia navale di Egospotami (405 a.C.); gli ateniesi, ormai isolati da ogni possibilità di rifornimento, dovettero capitolare. Uno dei termini della capitolazione fu la distruzione delle Lunghe Mura, cosa che venne fatta mentre il popolo festeggiava con canti e musiche la fine del conflitto, durato 27 anni.

### Ricostruzione delle Lunghe Mura
Dopo questa sconfitta nel 404 a.C., gli ateniesi recuperarono in fretta la loro autonomia, scacciando i Trenta tiranni nel 403 a.C.. Nel 395 a.C. Atene aveva recuperato una certa potenza militare tanto da consentirle di entrare in guerra come cobelligerante nella guerra di Corinto al fianco di Argo, Corinto e Tebe. Per gli ateniesi, il più importante evento di questa guerra fu la ricostruzione delle Lunghe Mura.
Le mura di Atene furono abbattute dopo la guerra del Peloponneso e in séguito ricostruite; la loro definitiva distruzione data al 267 d.C.
Nel 394 a.C. una flotta persiana sotto il comando dell'ammiraglio ateniese Conone sconfisse pesantemente la flotta spartana nella battaglia di Cnido; questa flotta successivamente protesse la città finché la costruzione delle Lunghe Mura non fu completata. Al termine della guerra gli ateniesi avevano recuperato la loro difesa contro le invasioni terrestri.

### Le Lunghe Mura nel corso del IV secolo a.C.
Dalla guerra di Corinto fino alla conquista della città da parte di Filippo II di Macedonia, le Lunghe Mura continuarono a giocare un ruolo centrale nella strategia ateniese. Il decreto di Aristotele nel 377 a.C. ricostituì una nuova Lega delio-attica con i principali componenti della Lega precedente. Verso la metà del IV secolo a.C. gli ateniesi erano nuovamente la maggior potenza navale greca e avevano ripreso il controllo delle rotte di rifornimento con l'Ellesponto e il mar Nero; la città era di nuovo in grado di resistere ad assedi da parte di eserciti di terra.
Le mura di Atene, ricostruite dopo la guerra del Peloponneso, furono definitivamente distrutte nel 267 d.C.